# Гносимахи

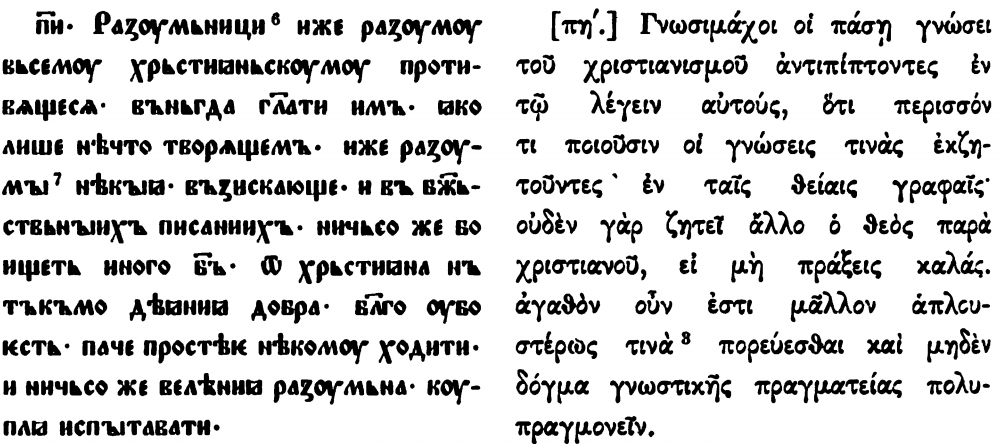
Гносимахи в книге В. Н. Бенешевича Древнеславянская кормчая XIV титулов без толкования. СПб, 1907. Т. 1.

Гносима́хи (др.-греч. γνωσιμάχοι ← др.-греч. γνωσῐ-μᾰχέω — «борюсь с знанием» от др.-греч. γνῶσις — «познавание, знание» + др.-греч. μάχομαι — «бороться, сражаться»; лат. gnosimachi; ст.‑слав. раӡѹмьници) — еретики, описанные Иоанном Дамаскиным в книге «О ста ересях вкратце», 88 ересь: «они отвергают необходимость для христианства всякого знания. Они говорят, что напрасное дело делают те, которые ищут каких-либо знаний в божественных Писаниях, ибо Бог не требует от христианина ничего другого, кроме добрых дел. Итак, лучше жить скорее попроще и не любопытствовать ни о каком догмате, относящемся к знанию». Какая численность этих еретиков и как долго они существовали, Иоанн Дамаскин не сообщает.
Никита Хониат (XIII век) в книге др.-греч. «Θησαυρὸς ὀρθοδοξίας» («Сокровище православия») повествует об гносимахах, повторяя написанное Иоанном Дамаскиным.
Уже в XX веке протоиерей Георгий Флоровский ввёл термин «Гносеомахия». Так в своём программном сочинении «Пути русского богословия» он писал: «всего болезненнее был этот странный разрыв между богословием и благочестием, между богословской ученостью и молитвенным богомыслием, между богословской школой и церковной жизнью. <…> У многих верующих создавалась опасная привычка обходиться без всякого богословия вообще, заменяя его кто чем — Книгой правил, или Типиконом, или преданием старины, бытовым обрядом, или лирикой души. Рождалось какое-то тёмное воздержание или уклонение от знания, своего рода богословская афазия, неожиданный адогматизм и даже агностицизм, мнимого благочестия ради, — ересь новых гносимахов. И худо было не то только, что при этом оставались и оставлялись под спудом духовные богатства, накопленные и собранные в умном бдении и молитвенном искусе, — иногда и сокрывались, утаивались нарочито. Но эта гносимахия угрожала и самому духовному здоровью». Его активно использовал в своих лекциях и книгах протодиакон Андрей Кураев.